# Резолюция 6 на Съвета за сигурност на ООН
Резолюция 6 на Съвета за сигурност на ООН, приета единодушно на 17 май 1946 г., определя датите, на които Съветът за сигурност на ООН трябва да разгледа получените от Генералния секретар на ООН молби за членство в организацията през 1946 г. Резолюцията определя, че всички молби за членство в организацията, които Генералният секретар е получил към момента на приемане на резолюцията, трябва да бъдат разгледани от Съвета за сигурност на специално свикана за целта сесия през август 1946 г. Освен това резолюцията е категорична, че всички молби за членство в организацията, получени преди 15 юли 1946 г., трябва да бъдат предадени на специален комитет в състав от представители на членовете на Съвета за сигурност за разглеждане и изнасяне на доклад не по-късно от 1 август 1946 г.
Резолюцията е изменена на 24 юли 1946 г. заради отлагане датата на откриване на втората част от първата редовна сесия на Общото събрание на ООН. Посочените в нея дати са изместени назад във времето с толкова дни, колкото е съдържал интервалът между първоначално планираната дата на откриване на сесията и актуалната такава.